# Gorillas

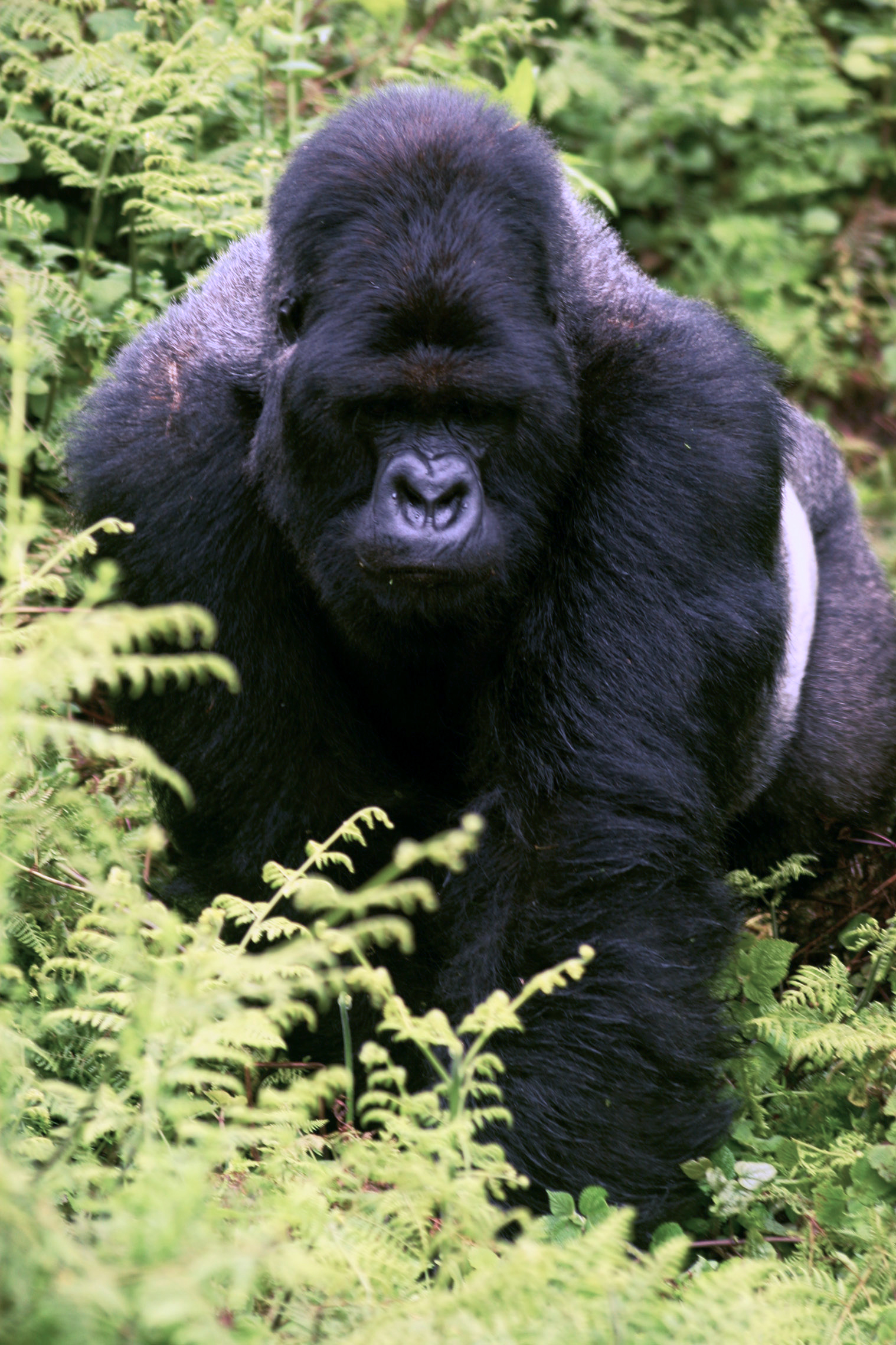
Berggorilla

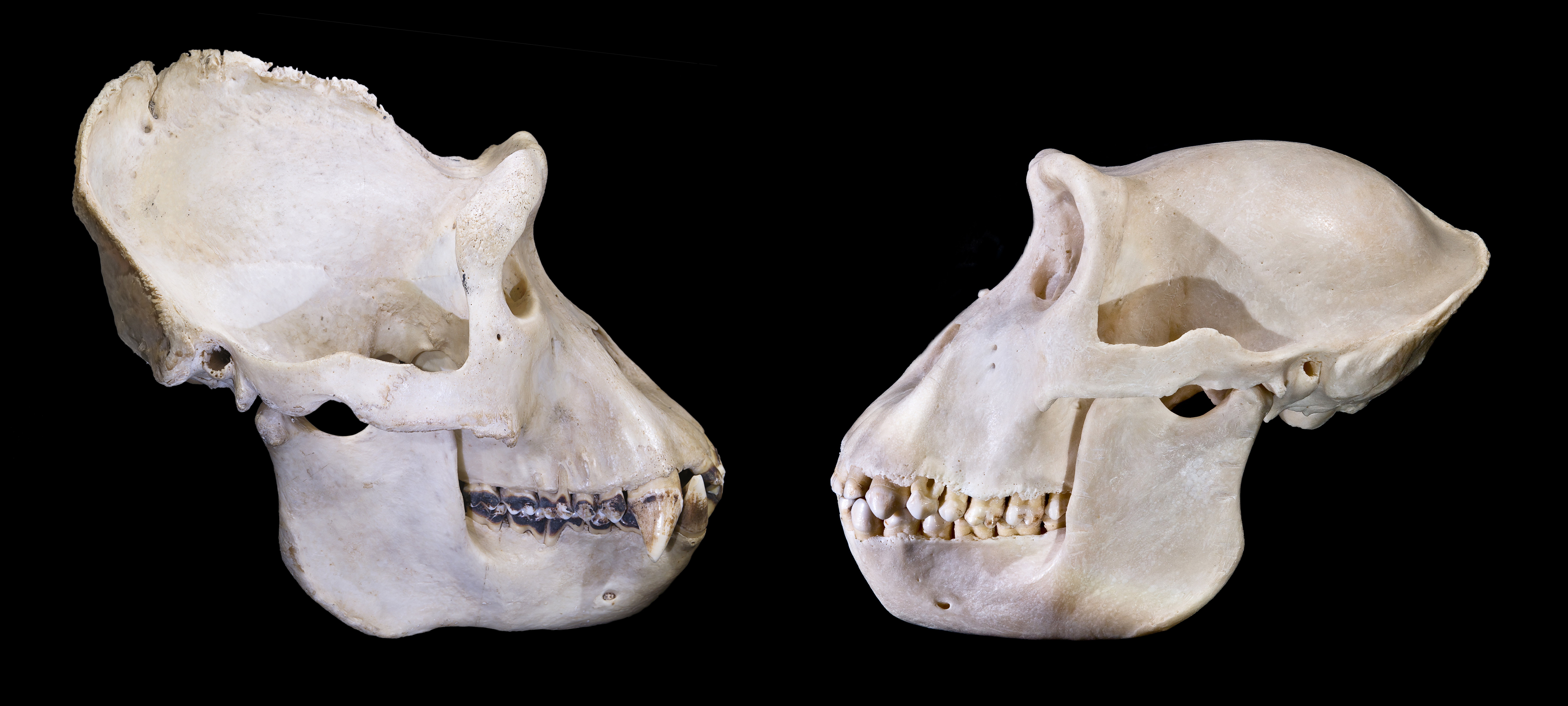
Geschlechtsdimorphismus des Schädels

Die Gorillas (Gorilla) sind eine Primatengattung aus der Familie der Menschenaffen (Hominidae). Sie sind die größten lebenden Primaten und die ausgeprägtesten Blätterfresser unter den Menschenaffen. Sie sind durch ihr schwarzgraues Fell und den stämmigen Körperbau charakterisiert und leben in den mittleren Teilen Afrikas. Wurden früher alle Tiere zu einer Art zusammengefasst, so unterscheiden jüngere Systematiken zwei Arten mit jeweils zwei Unterarten.

## Merkmale

### Körperbau und Maße
Gorillas weisen einen robusten, stämmigen Körperbau auf. Sie sind stehend etwa 1,25 bis 1,75 Meter hoch, wobei sie meist die Knie etwas gebeugt halten. Wie alle Menschenaffen sind sie schwanzlos. Beim Gewicht weisen sie einen deutlichen Geschlechtsdimorphismus auf: Während Weibchen 70 bis 90 Kilogramm schwer werden, erreichen Männchen bis zu 200 Kilogramm. Trotz anderslautender Berichte (manche Quellen geben bis zu 275 Kilogramm an) gelten Tiere mit über 200 Kilogramm in freier Natur als Seltenheit. Wohlgenährte Tiere in menschlicher Obhut können dagegen deutlich schwerer werden und bis zu 350 Kilogramm wiegen. Östliche Gorillas sind generell etwas größer und schwerer als Westliche Gorillas, sie haben eine breitere Brust und wirken stämmiger.

### Extremitäten
Wie bei allen Menschenaffen mit Ausnahme des Menschen sind die Arme deutlich länger als die Beine, die Spannweite der ausgestreckten Arme beträgt 2 bis 2,75 Meter. Gorillas haben sehr breite Hände mit großem Daumen. Auch die Füße sind breit, die Großzehe ist wie bei den meisten Primaten opponierbar. Beim Berggorilla – der am stärksten bodenbewohnenden Unterart – ist diese allerdings weniger abgespreizt und mit den übrigen Zehen bindegewebig verbunden. Wie der Mensch (und auch andere Primaten) hat jeder Gorilla einen unverwechselbaren Fingerabdruck. Wissenschaftler identifizieren die Tiere jedoch vornehmlich anhand von Fotos oder Zeichnungen ihres ebenso einzigartigen „Nasenabdrucks“, das heißt durch die Form der Nase und die Anordnung der Falten darauf.

### Fell
Die Fellfarbe der Gorillas ist dunkel. Während die Östlichen Gorillas schwarz gefärbt sind, sind die Westlichen Gorillas eher graubraun; bei dieser Art kann die Oberseite des Kopfes auffallend braun gefärbt sein. Das Gesicht, die Ohren, die Handflächen und Fußsohlen sowie bei älteren Männchen die Brust sind unbehaart. Dafür entwickelt sich bei älteren Männchen ein silbergraues Rückenfell, weswegen sie auch als Silberrücken bezeichnet werden. Während bei den Östlichen Gorillas diese Graufärbung auf den Rücken beschränkt bleibt, kann sie sich bei Westlichen Gorillas auch auf die Hüften und die Oberschenkel erstrecken. Bei Berggorillas ist das Fell länger und seidiger als bei den übrigen Populationen, insbesondere an den Armen.

### Kopf und Zähne
Der Kopf des Gorillas ist durch die verglichen mit anderen Primaten kurze Schnauze charakterisiert; die Nasenlöcher sind groß, die Augen und Ohren hingegen klein. Auffallend sind die ausgeprägten Überaugenwülste, die Schädel der Männchen sind überdies mit einem Scheitelkamm und einem Nuchalkamm (einer Knochenleiste am Nacken) ausgestattet, die als Muskelansatzstellen dienen.
Wie alle Altweltaffen haben Gorillas 32 Zähne, die Zahnformel lautet I2-C1-P2-M3. Die Schneidezähne sind wie bei vielen blätterfressenden Säugetieren relativ klein, die Eckzähne groß und hauerartig und bei Männchen deutlich größer als bei Weibchen. Die Molaren haben höhere Höcker und schärfere Scherkanten als bei den übrigen Menschenaffen, was ebenfalls eine Anpassung an die Blätternahrung darstellt.
Die Augenfarbe ist einheitlich braun, die Iris weist an ihrem Rand einen schwarzen Ring auf.

## Verbreitungsgebiet und Lebensraum

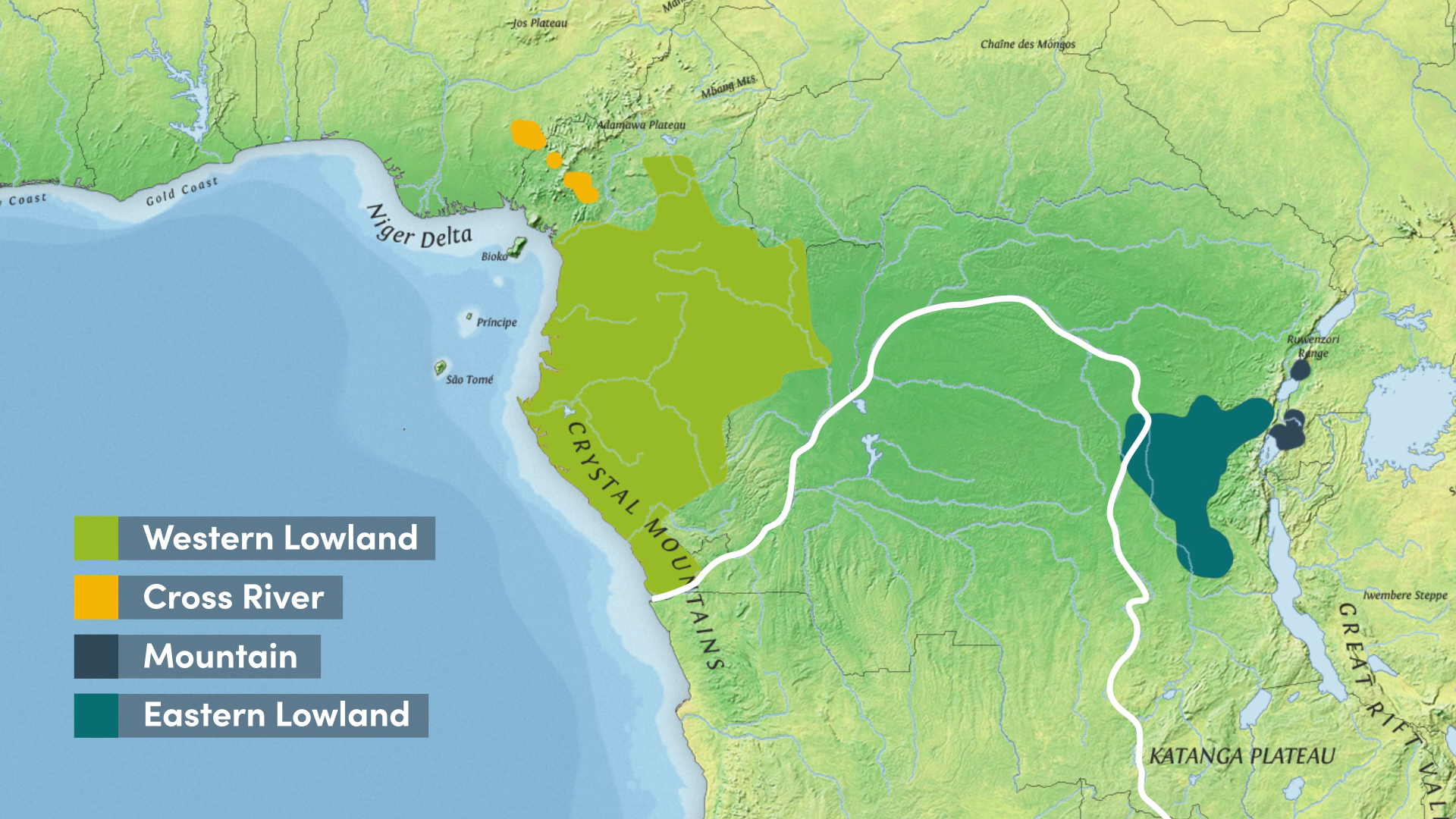
Verbreitung der Gorillas
Westlicher Flachlandgorilla
Cross-River-Gorilla
Berggorilla
Östlicher Flachlandgorilla

Der Gorilla lebt im mittleren Afrika und ebenso wie der Gemeine Schimpanse nur nördlich des Kongo-Flusses (im Gegensatz zum Zwergschimpansen, der nur südlich davon lebt). Die Verbreitungsgebiete der zwei Gorilla-Arten liegen jedoch rund 1000 Kilometer voneinander entfernt. Westliche Gorillas leben nahe dem Golf von Guinea, wobei der Cross-River-Gorilla nur ein kleines Gebiet in der Grenzregion zwischen Nigeria und Kamerun bewohnt. Westliche Flachlandgorillas sind vom südlichen Kamerun und dem Westen der Zentralafrikanischen Republik über Äquatorialguinea, Gabun und die Republik Kongo bis in die angolanische Exklave Cabinda verbreitet. Die Population im äußersten Westen der Demokratischen Republik Kongo dürfte ausgestorben sein.
Östliche Gorillas bewohnen die östlichen Regionen der Demokratischen Republik Kongo (Östliche Flachlandgorillas) sowie die Regionen der Virunga-Vulkane und des Bwindi-Waldes im Grenzgebiet zwischen Uganda, Ruanda und der Demokratischen Republik Kongo (Berggorilla).
Gorillas sind ausgesprochene Waldbewohner. Westliche Flachlandgorillas bevorzugen die Tieflandregenwälder und Sumpfgebiete, Cross-River- und Östliche Flachlandgorillas hingegen sind eher in hügeligem Terrain zu finden. Die Berggorillas sind die ausgeprägtesten Bewohner des Berglandes und kommen in Regionen bis in 4000 Metern Seehöhe vor. Verschiedene Populationen bewohnen verschiedene Waldtypen – auch innerhalb der Unterarten, generell sind Östliche Gorillas häufiger in Sekundärwäldern zu finden.

## Lebensweise

### Fortbewegung und Aktivitätszeiten

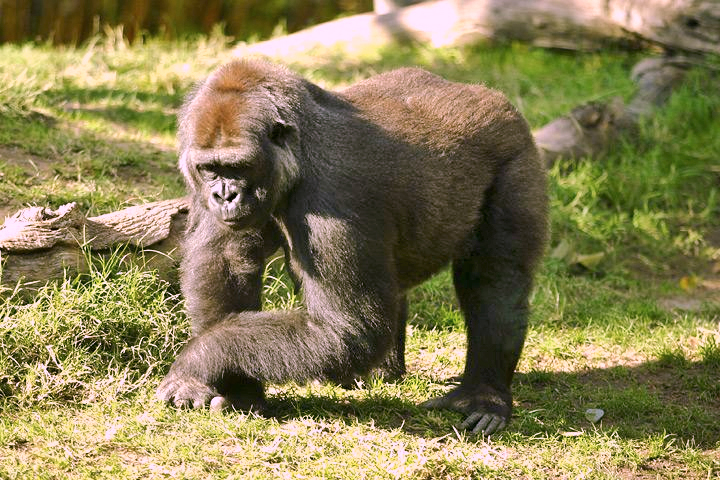
Gorilla bei der Nahrungssuche

Gorillas können sowohl auf dem Boden als auch in den Bäumen nach Nahrung suchen. Am Boden bewegen sie sich wie die Schimpansen in einem vierfüßigen Knöchelgang fort, das heißt, sie stützen sich auf die zweiten und dritten Fingerglieder. Selten gehen sie auch allein auf den Beinen, dabei legen sie jedoch nur kurze Distanzen zurück. Gorillas sind aber auch relativ gute Kletterer und erklimmen Bäume bis in 40 Meter Höhe. Im Geäst nehmen sie aber im Gegensatz zu Schimpansen und Orang-Utans sehr selten eine suspensorische (an den Armen hängende) Haltung ein. Die Berggorillas hingegen sind mit Ausnahme des Menschen die ausgeprägtesten Bodenbewohner aller Menschenaffen und klettern nur selten auf Bäume.
Obwohl Gorillas nicht schwimmen können, kommen sie im Gamba-Naturschutzgebiet in Gabun häufig an den Strand und wurden auch schon beim Baden im Meer beobachtet. Die sogenannten Bai-Gorillas im Kongo waten auf der Suche nach Nahrung gewohnheitsmäßig durch die Sümpfe der von ihnen besuchten Waldlichtungen und zeigen keine besondere Scheu vor Wasser. Jedoch durchqueren Gorillas keine Gewässer, insbesondere Flüsse, in denen sie nicht aufrecht stehen können.
Wie alle Menschenaffen sind Gorillas tagaktiv, nahezu ihre gesamte Aktivität ist auf die Zeit zwischen 6:00 und 18:00 Uhr beschränkt. Nach der morgendlichen Nahrungsaufnahme legen sie zwischen 10:00 und 14:00 eine Rast ein, um sich dann erneut auf Nahrungssuche zu begeben und einen Schlafplatz vorzubereiten. Die Schlafplätze bestehen aus selbst angefertigten Nestern aus Ästen und Blättern, die entweder am Boden oder im Geäst liegen können. Die Anfertigung der Nester dauert nicht länger als fünf Minuten, und normalerweise wird ein Nest nur für eine Nacht verwendet.

### Sozialverhalten

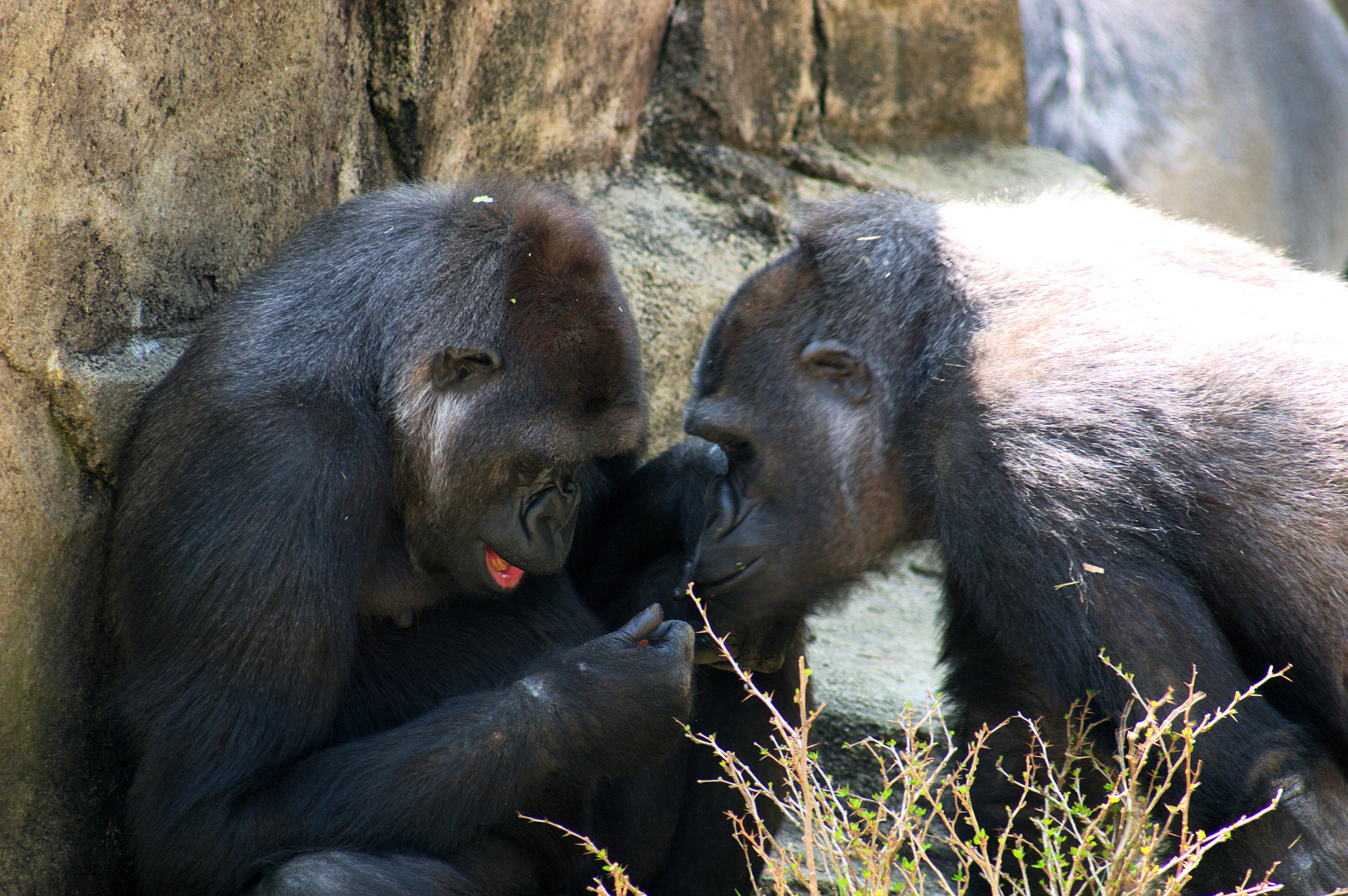
Gorillas im Zoo von Cincinnati

Gorillas leben in Gruppen zusammen, die zwei bis 40 Tiere umfassen können. Die Gruppengröße der Westlichen Gorillas ist mit durchschnittlich vier bis acht Tieren deutlich kleiner als die der Berggorillas mit zehn bis 20 Individuen. Gemeinhin ist in jeder Gruppe nur ein ausgewachsenes Silberrücken-Männchen vorhanden, seltener auch zwei oder drei. In diesem Fall übernimmt ein Männchen die dominante Rolle und ist das einzige, das sich fortpflanzt. Mehrere Weibchen samt ihrem Nachwuchs, und meist auch ein oder mehrere subadulte Männchen („Schwarzrücken“), ergänzen die Gruppe.
Manchmal lässt sich ein „Fission-Fusion-Modell“ („Trennen und Zusammengehen“) beobachten, das heißt, dass sich die Gruppe immer wieder in kleinere Untergruppen aufteilt – etwa zur Nahrungssuche – und dann wieder zusammenkommt. Die Beobachtungen zum Gruppenverhalten sind nicht einheitlich, insgesamt dürften aber die Gruppen stabil sein und der Zusammenhalt enger als etwa bei Schimpansen.
Im Gegensatz zu vielen anderen Primaten verlassen bei den Gorillas nicht nur die Männchen, sondern auch die Weibchen ihre Geburtsgruppe beim Erwachsenwerden. Dadurch sind die Weibchen einer Gruppe meist nicht miteinander verwandt und interagieren auch nur in sehr geringem Ausmaß untereinander. Eine soziale Organisation um eine „Kerngruppe“ nah verwandter Weibchen, wie sie bei vielen anderen Primaten zu beobachten ist, fehlt bei den Gorillas. Männchen, die ihre Geburtsgruppe verlassen haben, wandern meist einige Jahre allein umher und versuchen dann, entweder eine eigene Gruppe zu gründen, indem sie einige Weibchen um sich scharen, oder die Führungsrolle in einer etablierten Gruppe zu übernehmen. Gelingt ihnen das, kommt es oft zum Infantizid, das heißt, das Männchen tötet die von seinem „Vorgänger“ gezeugten Jungtiere. Der Nutzen dieses Verhaltens kann in der Tatsache gesehen werden, dass säugende Weibchen nicht schwanger werden, nach dem Tod des Jungtieres jedoch schnell wieder empfängnisbereit sind.
Im Gegensatz zu den Männchen bleiben die Weibchen nach dem Verlassen ihrer Geburtsgruppe nicht lang allein, sondern versuchen sich rasch einer bestehenden Gruppe oder einem jungen Männchen anzuschließen. Es kann aber vorkommen, dass die Weibchen einer etablierten Gruppe sich zusammenschließen, um ein neu hinzugekommenes Weibchen wieder zu vertreiben.

### Revierverhalten und Umgang mit anderen Gruppen

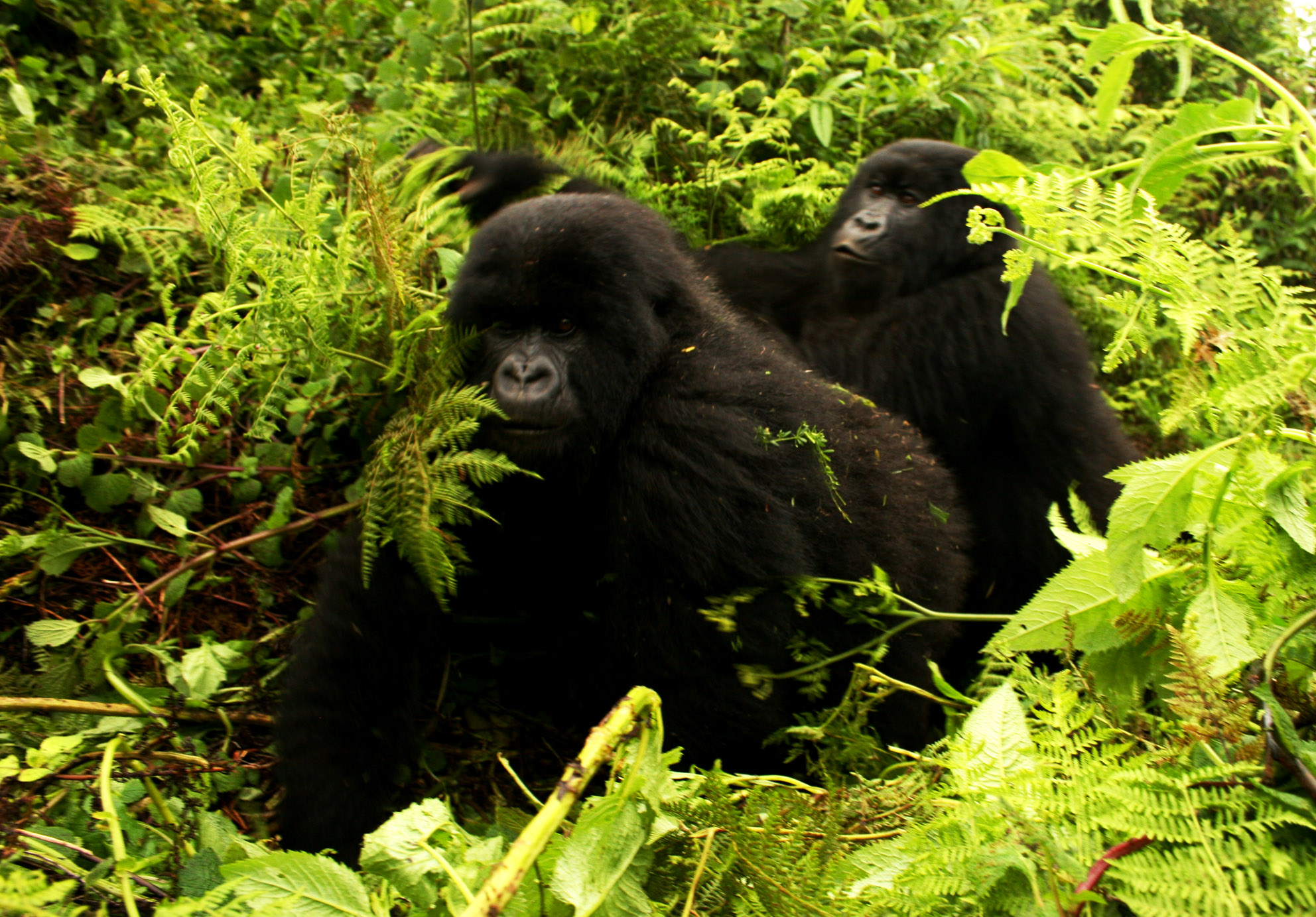
Eine Gruppe Berggorillas

Die Größe der Streifgebiete ist variabel, bei Flachlandgorillas sind sie jedoch mit 500 bis 3200 Hektar größer als bei den Berggorillas mit 400 bis 800 Hektar. Das Revierverhalten ist wenig entwickelt, die Streifgebiete überlappen sich häufig. Möglicherweise haben die Gruppen aber Kernreviere, die von anderen Gruppen nicht betreten werden.
Oft suchen mehrere Gruppen an den gleichen Stellen nach Nahrung, jedoch nicht gleichzeitig. Meist vermeiden die Gruppen den direkten Kontakt miteinander und gehen sich aus dem Weg; anderen Beobachtungen zufolge kann es bei der Begegnung zweier Gruppen auch zum zeitweiligen Zusammenschluss oder zu Feindseligkeit kommen. Diese wird durch Gebrüll, durch Gestik oder durch Kraftdemonstrationen ausgetragen, handgreifliche Auseinandersetzungen vermeiden Gorillas allerdings in der Regel.

### Kommunikation
Gorillas kommunizieren miteinander durch Laute, Gesichtsausdrücke, Körperhaltungen und Kraftdemonstrationen.
Sie kennen eine Reihe von Lauten, die zur Lokation von Gruppenmitgliedern und fremden Gruppen sowie als Ausdruck der Aggression verwendet werden. Dazu zählen Rülpslaute, die der Kontaktaufnahme mit anderen Gruppenmitgliedern dienen, laute, über einen Kilometer weit hörbare „U!“-Rufe („hoots“), die die Dominanz des Männchens ausdrücken oder den Kontakt zwischen einzelnen Gruppen ermöglichen, sowie Grunz- und Knurrlaute, die Aggression ausdrücken. Diese Stimmung kann beispielsweise auch mit geöffnetem Mund und gefletschten Zähnen signalisiert werden. Hingegen zeugt ein gedämpftes, langgezogenes Grunzen (einem menschlichen Räuspern nicht unähnlich) von Entspannung und Wohlbehagen, das von Rangern und Touristen zur Signalisierung ihrer friedlichen Absichten gern imitiert wird.
Bekanntestes kommunikatives Verhalten der Gorillas ist das Trommeln auf die Brust. Früher hielt man es für ein rein männliches Verhalten, das dem Imponiergehabe dient und andere Männchen einschüchtern sollte. Dieses Verhalten wird aber von Tieren beiderlei Geschlechts und aller Altersklassen praktiziert und dient vermutlich verschiedenen Funktionen, wie etwa der Angabe des Standorts oder als Begrüßungsritual.
Verhaltensmuster, die der Einschüchterung dienen, umfassen neben lautem Gebrüll auch das Laufen auf zwei Beinen, das Schütteln von Ästen, das Ausreißen und Wegschleudern von Pflanzen (meist in Richtung des vermeintlichen Gegners) und das Schlagen auf den Boden.

### Werkzeuggebrauch

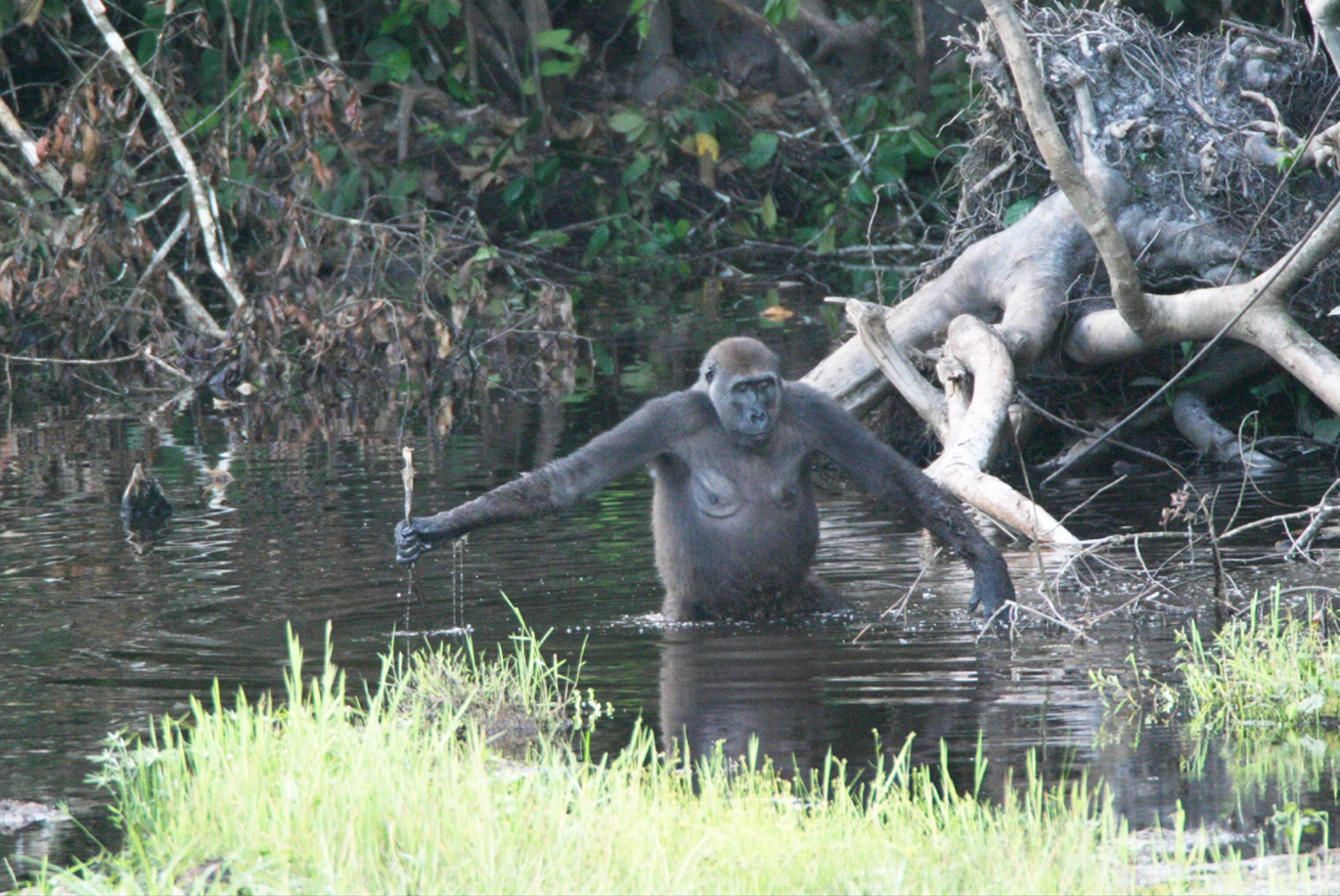
Dieses Weibchen benutzt einen Stock, um die Wassertiefe zu prüfen und sich abzustützen

Bis zu Beginn des 21. Jahrhunderts war kein Werkzeuggebrauch bei freilebenden Gorillas bekannt. Im Jahr 2005 wurden allerdings erstmals Tiere fotografiert, die mit Hilfe eines Stockes die Tiefe eines Gewässers ausloteten, bevor sie es durchquerten, und die ein Holzstück als Brücke auf sumpfiges Gelände legten, um es leichter passieren zu können. In unmittelbarem Zusammenhang mit dem Nahrungserwerb ist aber weiterhin kein Werkzeuggebrauch bei Gorillas bekannt. Ihre große Kraft, mit der sie auch dicke Äste abbrechen können, und ihre hauptsächlich auf Blättern und Früchten basierende Ernährung dürften solche Methoden, wie sie bei anderen Menschenaffen zu beobachten sind, unnötig machen.
Gorillas benutzen ebenso wie Schimpansen stachelige, gerbstoffhaltige Blätter, um sich von lästigen Darmparasiten zu befreien. Sie fressen eine größere Zahl dieser Blätter unzerkaut, so dass diese die Parasiten von den Darmwänden abschaben.

### Interaktion mit anderen Arten
Erwachsene Gorillas haben keine natürlichen Feinde; Jungtiere fallen gelegentlich Leoparden zum Opfer. Teile ihres Verbreitungsgebietes können sich mit dem des Gemeinen Schimpansen überlappen (Sympatrie). Ähnliche Lebensweisen und Ernährungsmuster könnten zu einer Nahrungskonkurrenz führen, Beobachtungen dazu gibt es aber nur wenige. Die größte Bedrohung für die Gorillas geht aufgrund der Lebensraumzerstörung und der Bejagung vom Menschen aus (siehe Bedrohung).

## Ernährung
Von allen Menschenaffen sind Gorillas die ausgeprägtesten Pflanzenfresser. Ihre Hauptnahrung sind Blätter, je nach Art und Jahreszeit nehmen sie in unterschiedlichem Ausmaß auch Früchte zu sich. Aufgrund ihrer Körpergröße und des geringen Brennwerts ihrer Nahrung müssen Gorillas viel Zeit ihrer aktiven Perioden fressend verbringen.
Berggorillas ernähren sich zum Großteil von Blättern und Mark; Früchte werden hingegen kaum verzehrt. Die beiden Flachlandgorilla-Populationen hingegen ergänzen ihren Speiseplan mit Früchten, je nach Jahreszeit können diese bis zu 50 % der Nahrung ausmachen. Aus diesem Grund klettern Flachlandgorillas auch öfter auf Bäume, während Berggorillas ausgeprägte Bodenbewohner sind.
Unklar ist, in welchem Ausmaß Insekten und andere Kleintiere verzehrt werden. In freier Natur wurde das Fressen von Fleisch nur selten beobachtet, es gibt aber Berichte, wonach Westliche Flachlandgorillas Termitenhügel aufbrachen und die Insekten verzehrten. Möglicherweise nehmen Gorillas auch unbeabsichtigt Kleintiere zu sich, wenn diese sich auf den von ihnen verzehrten Blättern befinden.
Gorillas trinken nur selten Wasser. Sie stillen ihren Bedarf an Flüssigkeit allein durch das Verzehren großer Mengen pflanzlicher Nahrung – bei erwachsenen Männchen durchschnittlich 25 Kilogramm pro Tag.
Die täglichen Streifzüge, die die Gorillas bei der Nahrungssuche zurücklegen, sind verglichen mit denen anderer Primaten kurz. Am kürzesten sind diese bei Berggorillas mit durchschnittlich 0,4 Kilometern, was zum einen am meist üppigen Angebot an Blättern und zum anderen am geringen Nährwert dieser Nahrung liegt, was die Tiere mit langen Ruhephasen wettmachen. Die täglichen Streifzüge der Flachlandgorillas sind mit 0,5 bis 1,2 Kilometern aufgrund der abwechslungsreicheren Nahrung deutlich länger.

## Fortpflanzung und Entwicklung

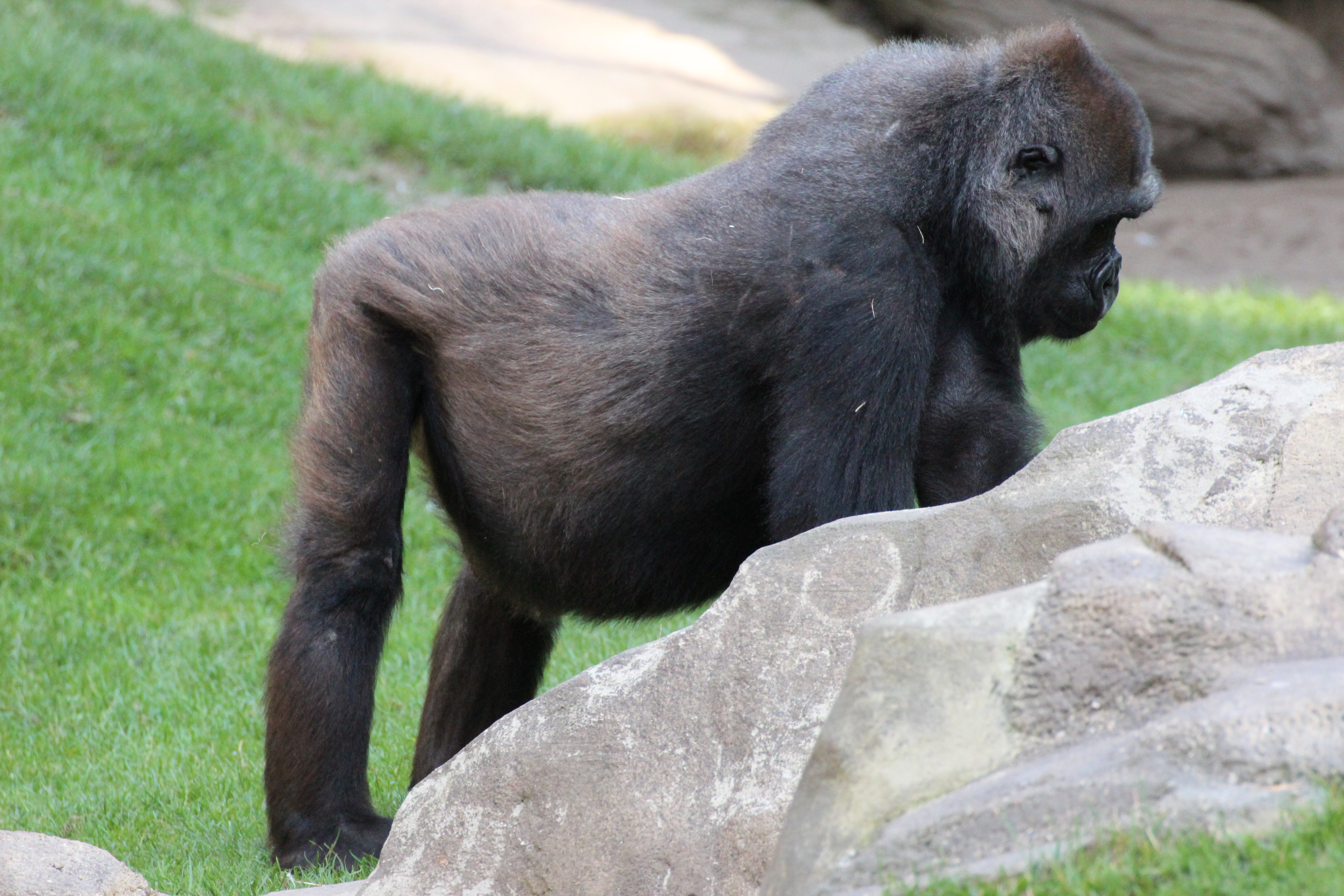
Trächtiges Weibchen im Zoo Hannover (Westlicher Flachlandgorilla)

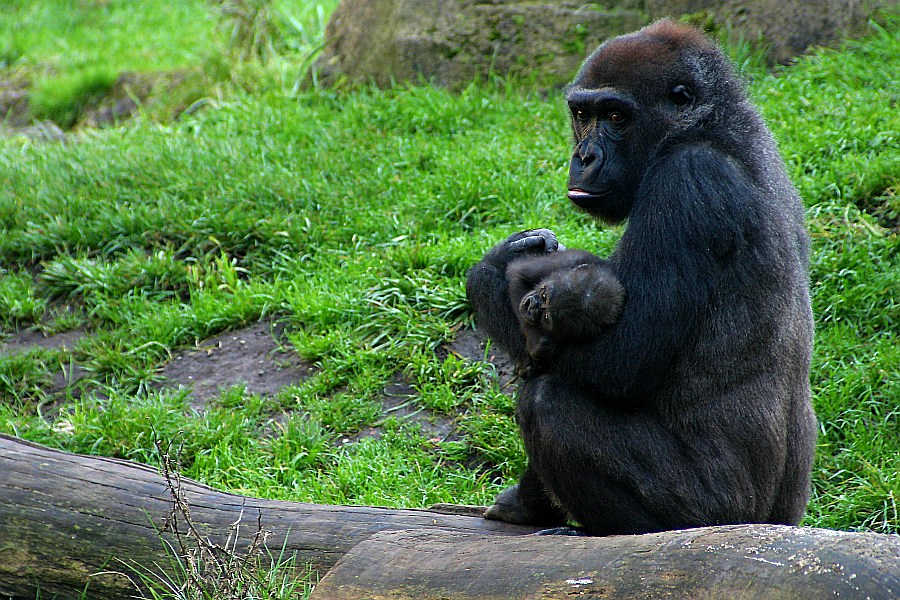
Weibchen mit Jungtier

Das Paarungsverhalten der Gorillas ist vom Ansatz her polygyn, das heißt, nur das dominante Männchen pflanzt sich mit den Weibchen der Gruppe fort. Allerdings kommt es aus verschiedenen Gründen immer wieder zu Ausnahmen von dieser Regel (siehe Paarungsverhalten). Die Paarung ist saisonal nicht eingeschränkt, kann also das ganze Jahr über erfolgen. Die Länge des Sexualzyklus des Weibchens beträgt 27 bis 28 Tage. Die Tragzeit beträgt etwa 8½ bis 9 Monate und ist somit zusammen mit der des Menschen die längste aller Primaten.
Meist kommt ein einzelnes Jungtier zur Welt, Zwillinge sind selten. Neugeborene wiegen rund 2 Kilogramm, mit drei Monaten können sie krabbeln und reiten danach mehrere Jahre auf dem Rücken der Mutter. Nach drei bis vier Jahren werden sie entwöhnt. Das Geburtsintervall liegt dementsprechend bei 3,5 bis 4,5 Jahren – außer wenn das Jungtier früher stirbt. Beobachtungen zufolge liegt die Sterblichkeitsrate bei Jungtieren bei 42 %, insbesondere im ersten Lebensjahr ist sie hoch. Im Laufe seines Lebens bringt das Weibchen durchschnittlich zwei bis drei überlebende Jungtiere zur Welt.
Weibchen erreichen die Geschlechtsreife mit sechs bis acht und Männchen mit zehn Jahren. Aufgrund der Sozialstruktur erfolgt die erste Paarung jedoch meist erst einige Jahre später: bei Weibchen mit neun bis zehn und bei Männchen mit 15 Jahren.
Die Lebenserwartung der Tiere liegt bei 35 bis 40 Jahren, in menschlicher Obhut können Gorillas jedoch älter als 50 werden. Massa († 1984) im Zoo von Philadelphia war mit 54 Jahren lange der älteste bekannte Gorilla weltweit, danach Jenny († 2008) im Zoo von Dallas mit 55 Jahren. Bis Januar 2017 galt Colo (* 22. Dezember 1956; † 17. Januar 2017) im Zoo von Columbus als das älteste noch lebende Tier. Sie war zudem der erste jemals in Gefangenschaft geborene Gorilla. Am 20. August 2018 wurde im Tiergarten Nürnberg der Gorilla Fritz im Alter von vermutlich 55 Jahren eingeschläfert, der 1963 im Kameruner Dschungel geboren und als Baby gefangen wurde. Derzeit ist Fatou (* 1957) im Berliner Zoo mit 68 Jahren der älteste bekannte Gorilla der Welt.

## Gorillas und Menschen

### Entdeckungs- und Forschungsgeschichte

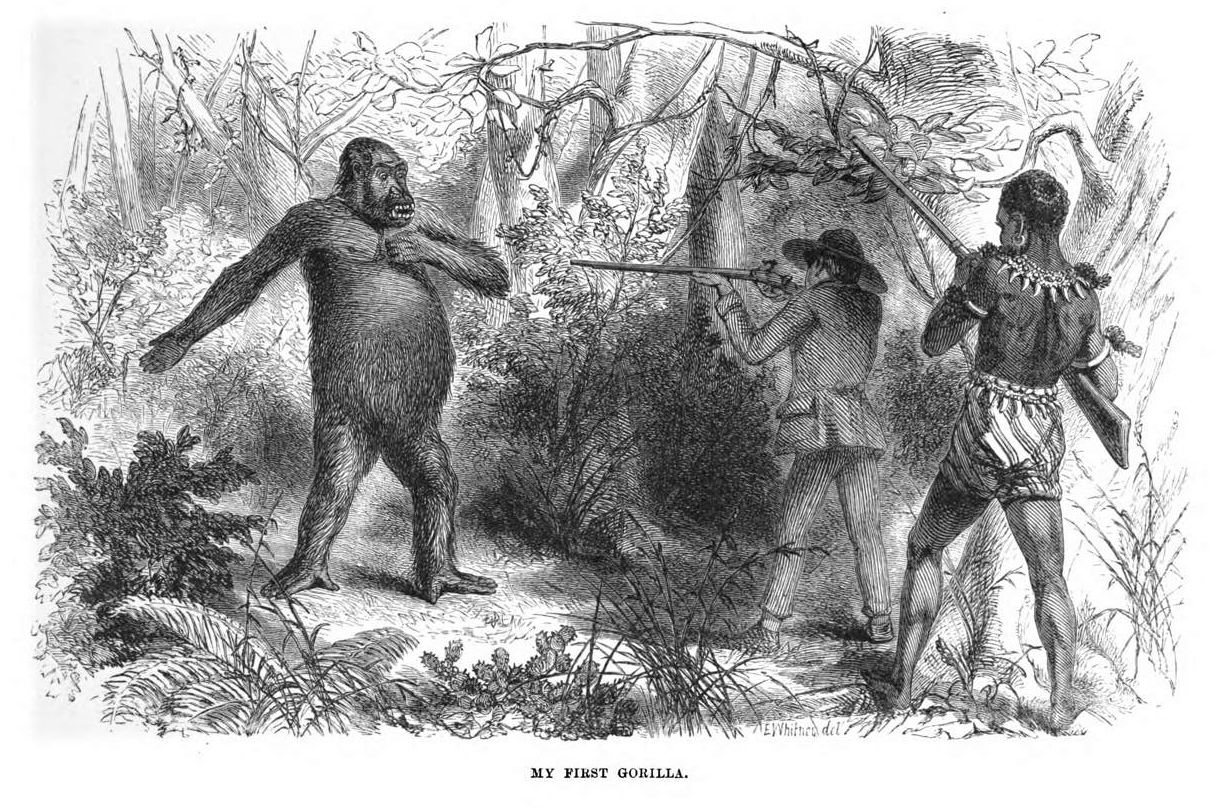
Der Afrikaforscher Paul Belloni Du Chaillu trifft auf einen Gorilla

Der karthagische Seefahrer Hanno († 440 v. Chr.) brachte von seiner Afrikareise die Felle von drei „wilden Frauen“ mit, die von den afrikanischen Dolmetschern als Γοριλλαι Gorillai bezeichnet wurden. Es ist aber unklar, wo Hanno die Wesen genau erlegte und ob es sich dabei wirklich um Gorillas handelte oder um Schimpansen oder gar Angehörige eines Pygmäenvolks.
Abgesehen von einem Bericht des englischen Seefahrers Andrew Battell aus dem 16. Jahrhundert erhielt die westliche Welt erst im 19. Jahrhundert Kenntnis von diesen Tieren. Der Name „Gorilla“ wurde diesen Tieren zuerst von dem US-amerikanischen Missionar, Arzt und Naturforscher Thomas Staughton Savage (1804–1880) in Anlehnung an den Bericht Hannos zugeteilt, unter Mitwirkung des amerikanischen Naturwissenschaftlers und Anatomen Jeffries Wyman (1814–1874). Savage, der in Gabun einige erlegte Exemplare des westlichen Flachlandgorillas erhalten hatte, beschrieb 1847 zusammen mit Wyman diese großen Affen als neue Art; als erste wissenschaftliche Artbezeichnung wurde Troglodytes gorilla eingeführt (Troglodytes war damals die Gattungsbezeichnung der Schimpansen). Isidore Geoffroy Saint-Hilaire prägte dann 1852 den bis heutige gültigen Gattungsnamen Gorilla.
Der Afrikaforscher Paul Belloni Du Chaillu (1835–1903) bewirkte durch seine Unternehmungen und seine Publikationen, dass gegen Ende des 19. Jahrhunderts das Interesse an Gorillas in den USA und auch in Europa rasant zunahm. Der erste in Europa eingehend wissenschaftlich untersuchte, lebende Gorilla, genannt M’Pungu, wurde 1876/77 im Berliner Aquarium Unter den Linden zur Schau gestellt. Eines der bekanntesten Motive ist die Filmfigur „King Kong“, ein riesenhafter Gorilla, der seit dem ersten Film King Kong und die weiße Frau 1933 in zahlreichen Adaptionen und Remakes in der Film- und Fernsehgeschichte wiederkehrt. Nicht nur von den Ausmaßen, sondern auch vom Verhalten hat diese Figur, wie auch viele andere Gorillafiguren aus Büchern, Comics oder Filmen mit den realen Gorillas allerdings kaum etwas gemein. Das lag daran, dass die Lebensweise und das Sozialverhalten dieser Tiere lange Zeit kaum bekannt war.
Zunächst standen – wie bei vielen Säugetieren – morphologische Studien im Vordergrund. Paul Matschie vermutete 1903, dass es sich bei einem auf den Virunga-Vulkanen erlegten Tier um eine eigene Art (Berggorilla) handeln könnte. Er beschrieb aber noch einige weitere Arten, durch die Arbeiten von Ernst Schwarz und Harold Coolidge in den 1930er Jahren wurde die bis zum Ende des 20. Jahrhunderts gültige Systematik mit einer einzigen Art und mehreren Unterarten festgelegt. Erst zu Beginn des 21. Jahrhunderts setzte sich anhand morphologischer und auch molekularer Studien die Ansicht durch, dass es zwei Arten von Gorillas gibt. (Siehe dazu Innere Systematik.)
Die Lebensweise der Gorillas rückte erst nach dem Zweiten Weltkrieg in den Blickpunkt der Forschung. Der US-Amerikaner George Schaller (* 1933) war der erste Forscher, der freilebende Gorillas ab 1959 ausführlich untersuchte. 1967 begann die jahrzehntelange Forschungsarbeit von Dian Fossey (1932–1985) – unterstützt durch Louis Leakey – bei den Berggorillas auf den Virunga-Vulkanen. Ihr Leben und ihre Ermordung wurden durch die Verfilmung Gorillas im Nebel einer breiteren Öffentlichkeit bekannt. Feldstudien bei Westlichen Flachlandgorillas begannen erst in den 1980er Jahren; bekanntestes Projekt ist die Tätigkeit von Caroline Tutin und Michael Fernandez im Lopé-Nationalpark in Gabun.
Wie bei anderen Menschenaffen wird auch bei Gorillas versucht, ihre Kommunikationsfähigkeit und Intelligenz in Laborversuchen zu erforschen. Zu den bekanntesten dieser Untersuchungen zählen die Versuche, dem Weibchen Koko die amerikanische Gebärdensprache beizubringen.

### Bedrohung

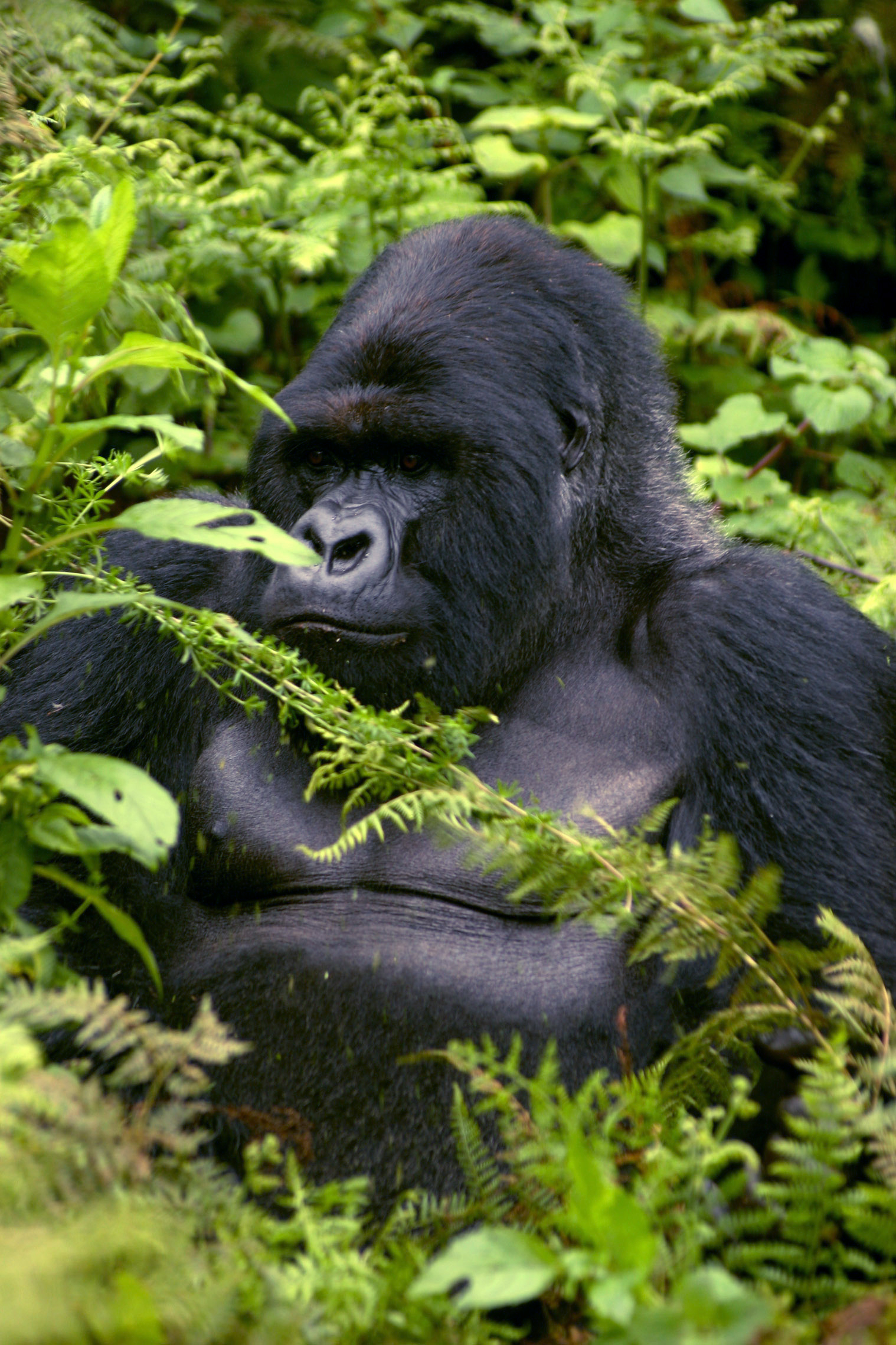
Die Anzahl der Berggorillas wird auf rund 700 Tiere geschätzt

Beide Gorillaarten sind bedroht, wenn auch in unterschiedlichem Ausmaß. Ein Grund für die Gefährdung liegt in der Zerstörung ihres Lebensraumes durch die Rodung der Wälder. Hinzu kommen bürgerkriegsähnliche Zustände in Teilen ihres Verbreitungsgebietes, welche die nötigen Schutzmaßnahmen erschweren und eine effiziente Überwachung von Schutzgebieten nahezu unmöglich machen. Einen weiteren Grund stellt die Bejagung wegen ihres Fleisches („Bushmeat“) dar, die immer noch durchgeführt wird. Auch Krankheiten ziehen die bereits angegriffenen Populationen weiter in Mitleidenschaft, insbesondere Ebola. Die Gesamtpopulation der Gorillas wird auf rund 365.000 Tiere geschätzt, die sich allerdings sehr unterschiedlich auf die einzelnen Populationen verteilen.
- Der Westliche Flachlandgorilla ist die bei weitem häufigste Unterart. Ihr Bestand wurde für 2013 auf etwa 360.000 Tiere geschätzt. Dieser Wert gilt heute als fraglich, da aufgrund von Habitatbeeinträchtigungen, Wilderei und der Dezimierung durch das Ebola-Virus von geringeren Beständen auszugehen ist.[22]

Diese Population des Westlichen Flachlandgorillas bewohnt ein großes, vergleichsweise dünn besiedeltes Gebiet, in welchem auch einige Nationalparks eingerichtet wurden. Darüber hinaus sind nahezu alle in Zoos gehaltenen Gorillas Westliche Flachlandgorillas, wo nach jahrzehntelangen Schwierigkeiten heute auch die Nachzucht regelmäßig gelingt.
- Der Cross-River-Gorilla, die zweite Unterart des Westlichen Gorillas, bewohnt ein kleines Gebiet in der Grenzregion zwischen Nigeria und Kamerun. Die menschliche Siedlungstätigkeit hat sein Verbreitungsgebiet in rund zehn kleine Areale zersplittert, die Gesamtpopulation wird auf 250 bis 300 Tiere geschätzt. Die IUCN listet diese Unterart als „vom Aussterben bedroht“ (critically endangered).

- Der Östliche Flachlandgorilla bewohnt den Osten der Demokratischen Republik Kongo, die größte Population lebt im Kahuzi-Biéga-Nationalpark. Der Bürgerkrieg in dieser Region und die Förderung des Erzes Coltan sind Hauptursachen, dass Schutzmaßnahmen für diese Unterart nicht ausreichend umgesetzt werden. Die IUCN schätzte den Gesamtbestand im Jahr 2000 auf 8.000 bis 17.000 Tiere,[23] die Umweltstiftung WWF ging 2009 von nur noch maximal 5.000 Tieren aus.[24] Für das Jahr 2015 schätzen beide den Bestand auf 3.800 Individuen.[25][26]

- Der Berggorilla kommt in zwei getrennten Populationen im Virunga-Nationalpark und im Bwindi-Impenetrable-Nationalpark vor. Unterstützt von der starken medialen Präsenz dieser Unterart haben Schutzmaßnahmen zu einem leichten Ansteigen der Populationen geführt. Heute gibt es rund 1000 Tiere, davon rund 400 im Bwindi-Nationalpark.[27] Trotzdem wird die Unterart weiterhin als „vom Aussterben bedroht“ geführt.

Gorillas sind seit 1975 im Washingtoner Artenschutzübereinkommen im Anhang I gelistet. Somit ist der internationale kommerzielle Handel mit den Tieren oder ihren Teilen verboten. 2008 trat das Abkommen zur Erhaltung der Gorillas und ihrer Lebensräume in Kraft. Das Abkommen wurde bislang von der Zentralafrikanischen Republik, der Republik Kongo, Nigeria, der Demokratischen Republik Kongo, Ruanda und Gabun unterzeichnet.
Um auf die Bedrohung dieser Menschenaffenarten aufmerksam zu machen, rief die UN das Jahr 2009 als Internationales Jahr des Gorillas  aus.

## Systematik

### Äußere Systematik

Kladogramm der Menschenaffen; Pongo steht dabei für Orang-Utans, Pan für Schimpansen

Gorillas bilden zusammen mit Orang-Utans, Schimpansen (Gemeiner Schimpanse und Bonobo) sowie dem Menschen die Familie der Menschenaffen (Hominidae). Zwar haben Gorillas eine Reihe von morphologischen Gemeinsamkeiten mit den Schimpansen, dabei dürfte es sich aber um Synapomorphien (gemeinsame abgeleitete Merkmale) aller afrikanischen Menschenaffen handeln, die beim Menschen verloren gegangen sind. Genetische Studien deuten darauf hin, dass Schimpansen enger mit den Menschen als mit den Gorillas verwandt sind. Das kommt im Kladogramm (s. Abb.) zum Ausdruck.
Der um das Jahr 2000 von einigen Forschern formulierte Vorschlag, die Gorillas und die Schimpansen aufgrund der nur geringfügigen genetischen Unterschiede zwischen diesen und den Menschen der Gattung Homo zuzuordnen, fand in den folgenden Jahren keinen Eingang in die international angesehenen systematischen Werke.
Wann die zu den Gorillas führende Entwicklungslinie sich von der zu den Schimpansen und Menschen führenden Linie trennte, ist bislang nicht eindeutig geklärt: Der mutmaßliche Gorilla-Vorfahr Chororapithecus wurde zwar auf rund 8 Millionen Jahre datiert, anhand von DNA-Analysen wurde die Auftrennung allerdings in die Zeit vor 6,5 Millionen Jahren datiert. Die Abtrennung von Westlichem Gorilla und Östlichem Gorilla ereignete sich vor rund 1,6 bis 0,9 Millionen Jahren, die Abtrennung des Westlichen Flachlandgorillas vom Cross-River-Gorilla vor rund 17.800 Jahren.
Die Sequenzierung des Gorilla-Genoms und der Vergleich mit dem des Menschen und des Schimpansen ergab, dass an je etwa 15 % der 1-Mbp-Abschnitte der Mensch dem Gorilla ähnlicher ist als dem Schimpansen bzw. der Schimpanse dem Gorilla ähnlicher ist als dem Menschen, zusammen 30 %. Im Mittel ist das Ergebnis jedoch eindeutig: Der mittlere Unterschied („mean nucleotid divergences“) beträgt 1,75 % zwischen Gorilla und Mensch und 1,37 % zwischen Mensch und Schimpanse. Demnach ist der Mensch näher mit dem Schimpansen verwandt als mit dem Gorilla.
2017 wurden DNA-Sequenzen im Kern-Genom (nukleäre DNA) näher untersucht, die als Relikte vormals aus dem mitochondrialen Genom (mtDNA) übernommener Sequenzen (sogenannte nukleäre mt-Sequenzen, NUMT) in Form funktionsloser Pseudogene beim Menschen vorliegen und ähnlich auch beim Schimpanse und beim Gorilla zu finden sind. Der Vergleich dieser NUMT-Versionen untereinander sowie jeweils mit der mtDNA dieser drei Spezies zeigt Zweierlei: Das NUMT-Pseudogen entstand etwa zur Zeit der Trennung der Linien zum Gorilla und zu Mensch/Schimpanse, und es ist deutlich verschieden von allen drei mtDNAs, entsprechend einer Fortentwicklung über etwa 4,5 Millionen Jahre. Mit diesem Befund sind zwei Szenarien kompatibel, die beide eine vierte, inzwischen ausgestorbene hominine Spezies postulieren sowie mehrfache Hybridisierung zwischen Spezies, die sich bereits über mehrere Millionen Jahre auseinanderentwickelt hatten.
Eine Hybridisierung zwischen der Linie zum Gorilla mit der zu Mensch/Schimpanse mit anschließender Introgression in letzterer Linie (obige 30 %) wurde sogar als ursächlich angesehen für die Aufspaltung Schimpanse–Mensch und einzelne Gorilla-Merkmale in menschlichen Linien.

### Innere Systematik
Traditionell wurden alle Gorillas zu einer Art zusammengefasst und drei Unterarten unterschieden, der Westliche Flachlandgorilla, der Östliche Flachlandgorilla und der Berggorilla.
Aufgrund von Unterschieden im Körperbau und in der Lebensweise geht man heute von zwei Arten mit je zwei Unterarten aus:
- Westlicher Gorilla (Gorilla gorilla)
  - Westlicher Flachlandgorilla (Gorilla gorilla gorilla)
  - Cross-River-Gorilla (Gorilla gorilla diehli) – Population des nigerianisch-kamerunischen Grenzgebietes, wurde erst 2001 als Unterart beschrieben
- Östlicher Gorilla (Gorilla beringei)
  - Östlicher Flachlandgorilla (Gorilla beringei graueri)
  - Berggorilla (Gorilla beringei beringei)

Die Population des Bwindi-Waldes („Bwindigorillas“), die traditionell dem Berggorilla zugerechnet wird, könnte allerdings eine eigene, bislang nicht wissenschaftlich beschriebene Unterart des Östlichen Gorillas darstellen.